# Morònids

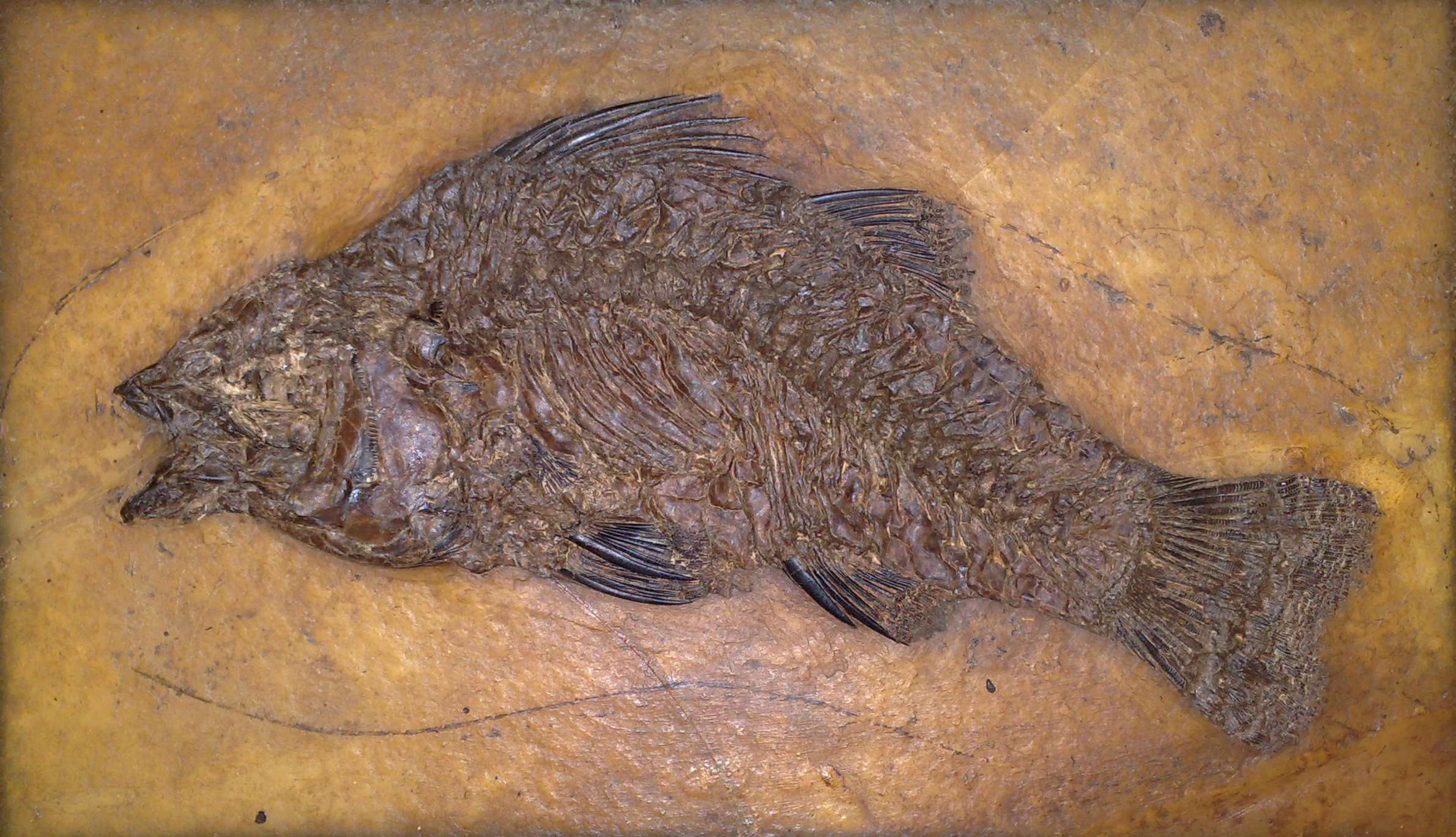
Fòssil de Palaeoperca proxima trobat a Alemanya.

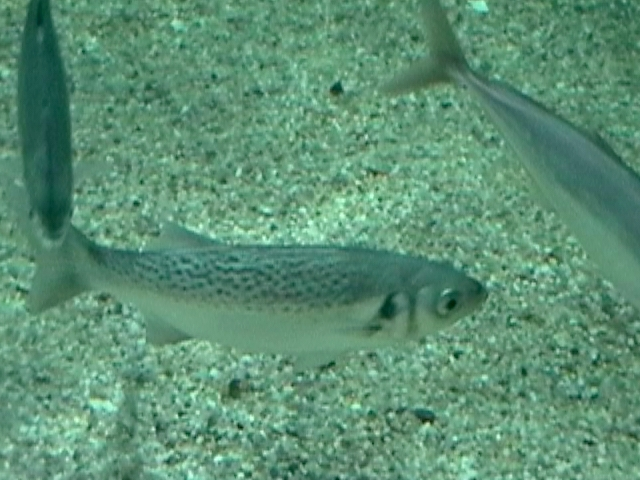
Llobarro pigallat (Dicentrarchus punctatus)

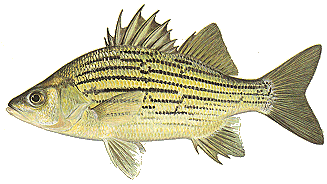
Morone mississippiensis

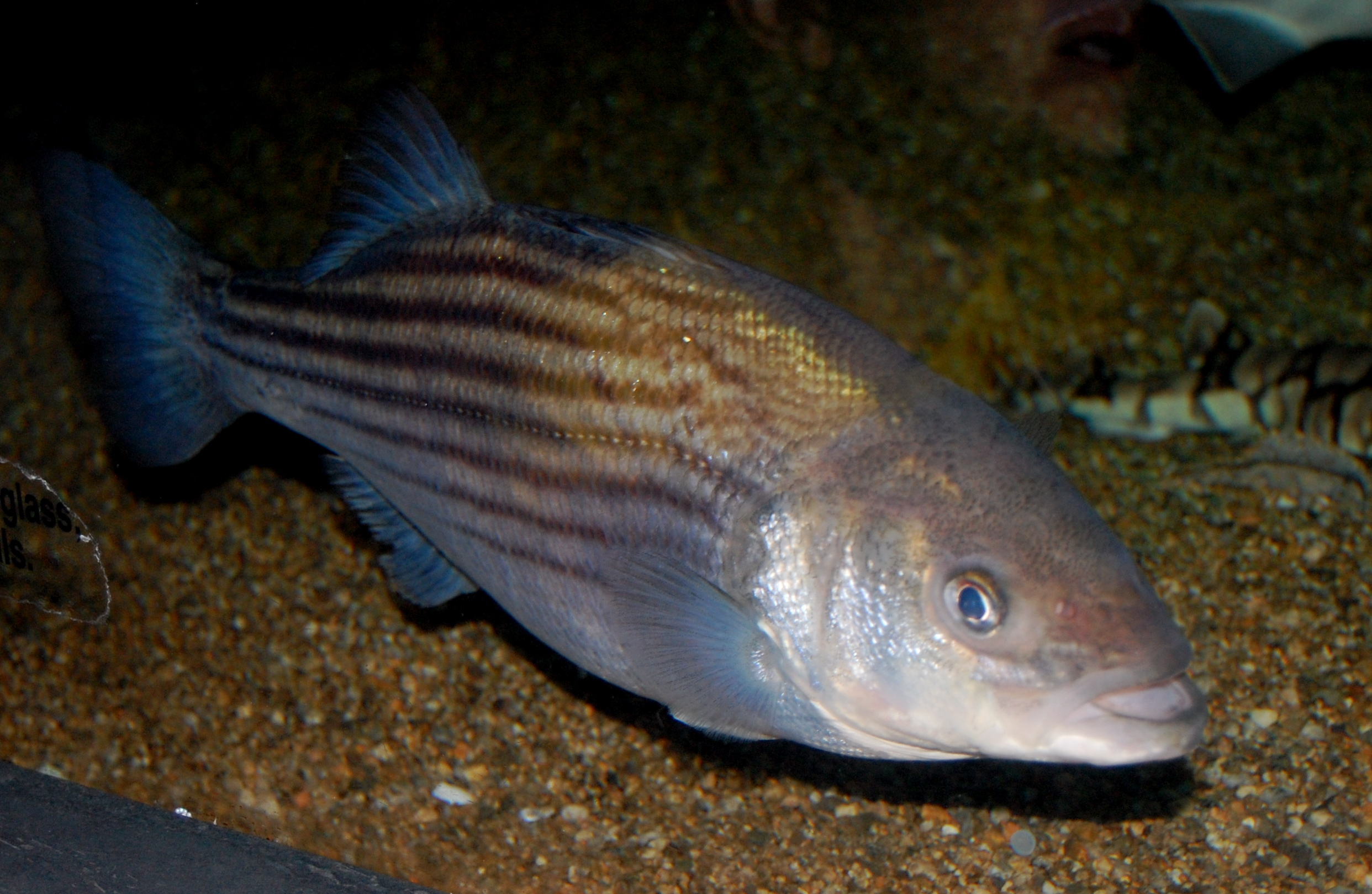
Morone saxatilis

Els morònids (Moronidae) constitueixen una família de peixos pertanyent a l'ordre dels perciformes. En són representants als Països Catalans el llobarro pigallat (Dicentrarchus punctatus) i el llobarro (Dicentrarchus labrax).

## Morfologia
Solen créixer fins a 127 cm de llarg, encara que, excepcionalment, se n'han registrat exemplars de fins a 178. Estan estretament relacionats amb el serrànids, però se'n diferencien per presentar dues aletes dorsals separades (la primera amb 8-10 espines i la segona amb 1 espina i 11-14 radis), el preopercle dentat i una coloració grisa. Boca terminal i moderadament protràctil. Dents petites a les mandíbules i el vòmer. No tenen dent canines. Aleta anal amb 3 espines i 9-12 radis tous. Aleta caudal moderadament bifurcada. Opercle amb dues espines. Vint-i-cinc vèrtebres. Escates petites. Línia lateral completa però sense estendre's a l'aleta caudal.

## Hàbitat i distribució geogràfica
Són peixos costaners (incloent-hi platges i ports), bons nedadors, d'aigua dolça, salabrosa i marina, els quals viuen a Nord-amèrica (l'Atlàntic i el golf de Mèxic), Europa i el nord d'Àfrica.

## Gèneres i espècies
- Dicentrarchus (Gill, 1860)[8][9]
  - Llobarro (Dicentrarchus labrax) (Linnaeus, 1758)[10][11][12][13][14][15]
  - Llobarro pigallat (Dicentrarchus punctatus) (Bloch, 1792)[16]
- Morone (Mitchill, 1814)[17][18]
  - Morone americana (Gmelin, 1789)[19][20][21]
  - Morone chrysops (Rafinesque, 1820)[22]
  - Morone mississippiensis (Jordan & Eigenmann, 1887)[23]
  - Morone saxatilis (Walbaum, 1792)[24][25][26][27][28][29][30][31][32][33]
- Palaeoperca † (Micklich, 1978)[34]

## Observacions
Formen part de la dieta humana i són molt apreciats entre els afeccionats a la pesca esportiva.